# Eschach (Bernbeuren)
Eschach ist ein Gemeindeteil von Bernbeuren im oberbayerischen Landkreis Weilheim-Schongau. 
Das Dorf liegt circa zwei Kilometer südwestlich von Bernbeuren und ist über die Kreisstraße WM 20 zu erreichen.

## Baudenkmäler
Siehe: Liste der Baudenkmäler in Eschach
- Kapelle St. Magnus